# Eugeniusz Iwańczyk-Wiślicz
Eugeniusz Artur Iwańczyk-Wiślicz, właśc. Eugeniusz Artur Iwańczyk, ps. Stary Jakub, Wiślicz (ur. 31 października 1911 w Jasieńcu Iłżeckim Górnym, zm. 23 października 1995 tamże) – polski wojskowy i polityk. Szef sztabu dowództwa i zastępca szefa Obwodu III AL. Wojewoda kielecki (1945–1949), poseł na Sejm Ustawodawczy, generał brygady Wojska Polskiego.

## Życiorys
Syn Michała. Przed wojną pracował na roli. Od 1930 był również działaczem Stronnictwa Ludowego. W 1939 ukończył gimnazjum matematyczno-przyrodnicze w Warszawie. Odbył służbę wojskową, kończąc szkołę podoficerską w Jarosławiu ze stopniem plutonowego. Wziął udział w kampanii wrześniowej. Od jesieni 1939 członek Związku Walki Zbrojnej, a następnie Armii Krajowej. Był organizatorem lewicowej, polityczno-wojskowej Rewolucyjnej Grupy Inteligencji Socjalistycznej „Świt”. Jesienią 1943 weszła ona w skład Polskiej Partii Robotniczej i Gwardii Ludowej. W maju 1944 został mianowany szefem sztabu dowództwa III Obwodu AL w stopniu porucznika. W nocy z 16 na 17 maja 1944 z jego inicjatywy AL opanowała Iłżę. 10 sierpnia 1944 został ciężko ranny w kierowanym przez Mieczysława Moczara ataku na niemiecki garnizon w Gustawowie, podczas którego zabito kilkunastu saperów Wehrmachtu.
W 1945 został mianowany wojewodą kieleckim, którym był do 1949. W wyborach parlamentarnych w 1947 został wybrany posłem z ramienia PPR. W 1954 został dyrektorem Zjednoczenia PGR Lublin-Południe. Był także dyrektorem PGR Ramty. W latach 1969-1973 attache wojskowy Ambasady PRL Budapeszcie.
Wieloletni członek Rady Naczelnej Związku Bojowników o Wolność i Demokrację, a także członek władz krajowych Towarzystwa Przyjaźni Polsko-Radzieckiej, w 1983 oraz 1989 wybrany w skład Krajowej Rady TPPR.
W październiku 1988, jako oficer w stanie spoczynku, został mianowany przez Radę Państwa na stopień generała brygady.

## Publikacje
Echa puszczy jodłowej. Warszawa: Wydawnictwo MON, 1969. Brak numerów stron w książce

## Życie prywatne
Jego syn, Lucjan, był pułkownikiem MSW i zastępcą dyrektora Biura Ochrony Rządu (1981–1988 i 1989) oraz p.o. szefa Wojewódzkiego Urzędu Spraw Wewnętrznych w Suwałkach (1988–1989).

## Ordery i odznaczenia
- Krzyż Komandorski Orderu Odrodzenia Polski (1946)[3]
- Order Sztandaru Pracy II klasy (1968)[4]
- Order Krzyża Grunwaldu III klasy
- Krzyż Kawalerski Orderu Odrodzenia Polski
- Krzyż Złoty Orderu Virtuti Militari
- Krzyż Srebrny Orderu Virtuti Militari
- Krzyż Walecznych
- Krzyż Partyzancki
- Medal 30-lecia Polski Ludowej (1974)
- Medal 40-lecia Polski Ludowej (1984)
- Medal Zwycięstwa i Wolności 1945
- Medal 10-lecia Polski Ludowej
- Medal im. Ludwika Waryńskiego (1986)[5]